# Masahiro Nasukawa
Masahiro Nasukawa (født 29. december 1986) er en japansk fodboldspiller, som spiller for den japanske fodboldklub Matsumoto Yamaga FC.